# Гейлі Картер
Гейлі Картер (англ. Hayley Carter) — американська тенісистка, яка спеціалізується в парній грі.
Першу перемогу в турнірі WTA Картер виборола на Tashkent Open 2019, граючи в парі з бразилійкою Луїзою Стефані.

## Фінали турнірів WTA

### Пари: 5 (2 титули)
| Результат | В–П | Дата     | Турнір                                | Категорія   | Поверхня | Партнерка     | Супротивниці                       | Рахунок               |
| --------- | --- | -------- | ------------------------------------- | ----------- | -------- | ------------- | ---------------------------------- | --------------------- |
| Поразка   | 0–1 | Кві 2019 | Copa Colsanitas, Колумбія             | Міжнародний | Ґрунт    | Ена Сібахара  | Зої Гайвз Астра Шарма              | 1–6, 2–6              |
| Поразка   | 0–2 | Вер 2019 | Korea Open, Південна Корея            | Міжнародний | Тверде   | Луїза Стефані | Лара Арруабаррена Татьяна Марія    | 6–7(7–9), 6–3, [7–10] |
| Перемога  | 1–2 | Вер 2019 | Tashkent Open, Узбекистан             | Міжнародний | Тверде   | Луїза Стефані | Даліла Якупович Сабріна Сантамарія | 6–3, 7–6(7–4)         |
| Перемога  | 2–2 | Сер 2020 | Lexington Open, США                   | Міжнародний | Тверде   | Луїза Стефані | Маріє Боузкова Джил Тайхманн       | 6–1, 7–5              |
| Поразка   | 2–2 | Вер 2020 | Internationaux de Strasbourg, Франція | Міжнародний | Ґрунт    | Луїза Стефані | Ніколь Меліхар Демі Схюрс          | 4–6, 3–6              |

## Фінали турнірів серії WTA 125K

### Пари: 2 титули
| Результат | В–П | Дата     | Турнір                     | Поверхня | Партнерка     | Супротивниці                  | Рахунок       |
| --------- | --- | -------- | -------------------------- | -------- | ------------- | ----------------------------- | ------------- |
| Перемога  | 1–0 | Січ 2019 | WTA Newport Beach, США     | Тверде   | Ена Сібахара  | Тейлор Таунсенд Яніна Вікмаєр | 6–3, 7–6(7–1) |
| Перемога  | 2–0 | Лют 2020 | WTA Newport Beach, США (2) | Тверде   | Луїза Стефані | Марі Бенуа Жессіка Понше      | 6–1, 6–3      |